# مسجد ايفري كوركورون
مسجد ايفري كوركورون هو مسجد فرنسي يقع في مدينة ايفري التي تبعد 26 كيلومتر عن العاصمة باريس.

## المكان
مسجد ايفري كوركورون يقع في مدينة ايفري من بلدية كوركورون من إقليم إيسون في منطقة إيل دو فرانس.

## التاريخ
في السنوات 1980 بدأت حملة لجمع التبرعات لمشروع بناء مسجد في مدينة ايفري. ولكن قلة الأموال وعدم وجود ممول أدى إلى البحث عن تمويل من دول الخليج. ومنه تدخل الشيخ السعودي أكرم عاجا (أكرم أجا) لتمويل المشروع.

وبعد الحصول على التمويل، حصلت الهيئة المشرفة على المشروع على رخصة البناء سنة 1984 ومنه وضع حجر الأساس في نفس السنة.

بدأت الأشغال العامة سنة 1985 وتكفلت جمعية الحسن الثاني بن محمد بالزينة لتزيين والنقش الداخلي والخارجي للمسجد وكذلك تزويقه على الطراز العربي الإسلامي.

وبعد 9 سنوات ونيف فتح المسجد رسميا وكان هذا قبل أشهر من افتتاح كاتدرائية القيامة في ايفري.
المهندس المشرف على هذا المسجد كان هنري بودو والذي له عدة مباني في الجزائر وتونس.

سنة 1996، وقع مرسوم يقتضي منح المسجد صفة هيئة دينية مشرفة على التضحية (الذبح الإسلامي) ومراقبة المحلات التجارية الإسلامية (المطاعم) التي تستخدم اللحم الحلال، وأيضا الإشراف على مراقبة اللحوم المذبوحة على الطيقة الإسلامية في فرنسا.

## المواصفات
منذ افتتاحه سنة 1994 من طرف عميد المسجد خليل مرون، أصبح المسجد يستقبل الرجال والنساء ويتكون المسجد من:
- مئذنة وحيدة يبلغ طولها 25 م.
- مركز تعليم الإسلام.
- 9 قاعات للدراسة كل واحدة لديها طاقة إستيعاب 25 شخص.
- بضع قاعات للوضوء تلبي حاجات ذوي الإحتياجات الخصوصية.
- قاعة صلاة تتسع ل5000 شخص.
- مركز ثقافي تحت رعاية المسجد.

مع مساحة 7000 متر²، مسجد ايفري كوركورون هو من أكبر مساجد فرنسا مع مسجد باريس، وأيضا من أكبر مساجد أوروبا بعد المسجد الكبير في روما ومسجد بيت الفتوح في لندن.

## روابط خارجية
- الموقع الرسمي للمسجد. نسخة محفوظة 30 مارس 2013 على موقع واي باك مشين.